# Зозуля мала
Зозуля мала (Cuculus poliocephalus) — вид птахів родини зозулевих (Cuculidae), що гніздиться на території південної і південно-східної Азії, частина популяції мігрує поза межами шлюбного сезону до східної Африки.